# Teurthéville-Bocage
Teurthéville-Bocage est une commune française, située dans le département de la Manche en région Normandie, peuplée de 594 habitants.

## Géographie

### Localisation
La commune, traversée par la Saire, avec ses 2 147 ha est la plus vaste du Val de Saire. Elle arbore des paysages variés alternant des grands herbages clos de haies, coteaux verdoyants et boisés, vallons où courent des ruisseaux.
Les communes limitrophes sont Brillevast, Gonneville-Le Theil, Montaigu-la-Brisette, Videcosville, La Pernelle, Le Vast et Quettehou.

### Hydrographie
La commune est située dans le bassin Seine-Normandie. Elle est drainée par la Saire, la Sinope, le ruisseau Querbot, la Coudre, le cours d'eau 01 de la Goueslonnerie, le cours d'eau 01 de la Maison de Teurthéville, le cours d'eau 01 de l'Étang du Pas de Vivray, le cours d'eau 01 des Graviers, le cours d'eau 01 du Hameau les Folliots, le cours d'eau 01 du Hameau Vastel, le fossé 01 du Lieu Créard, le fossé 01 du Manoir du Puits, la rivière de Clarbec, le ruisseau de Houlbec et un autre petit cours d'eau,.
La Saire, d'une longueur de 31 km, prend sa source dans la commune du Mesnil-au-Val et se jette dans la baie de Seine à Saint-Vaast-la-Hougue, après avoir traversé douze communes.
La Sinope, d'une longueur de 18 km, prend sa source dans la commune de Montaigu-la-Brisette et se jette dans la baie de Seine en limite de Lestre et de Quinéville, après avoir traversé huit communes.

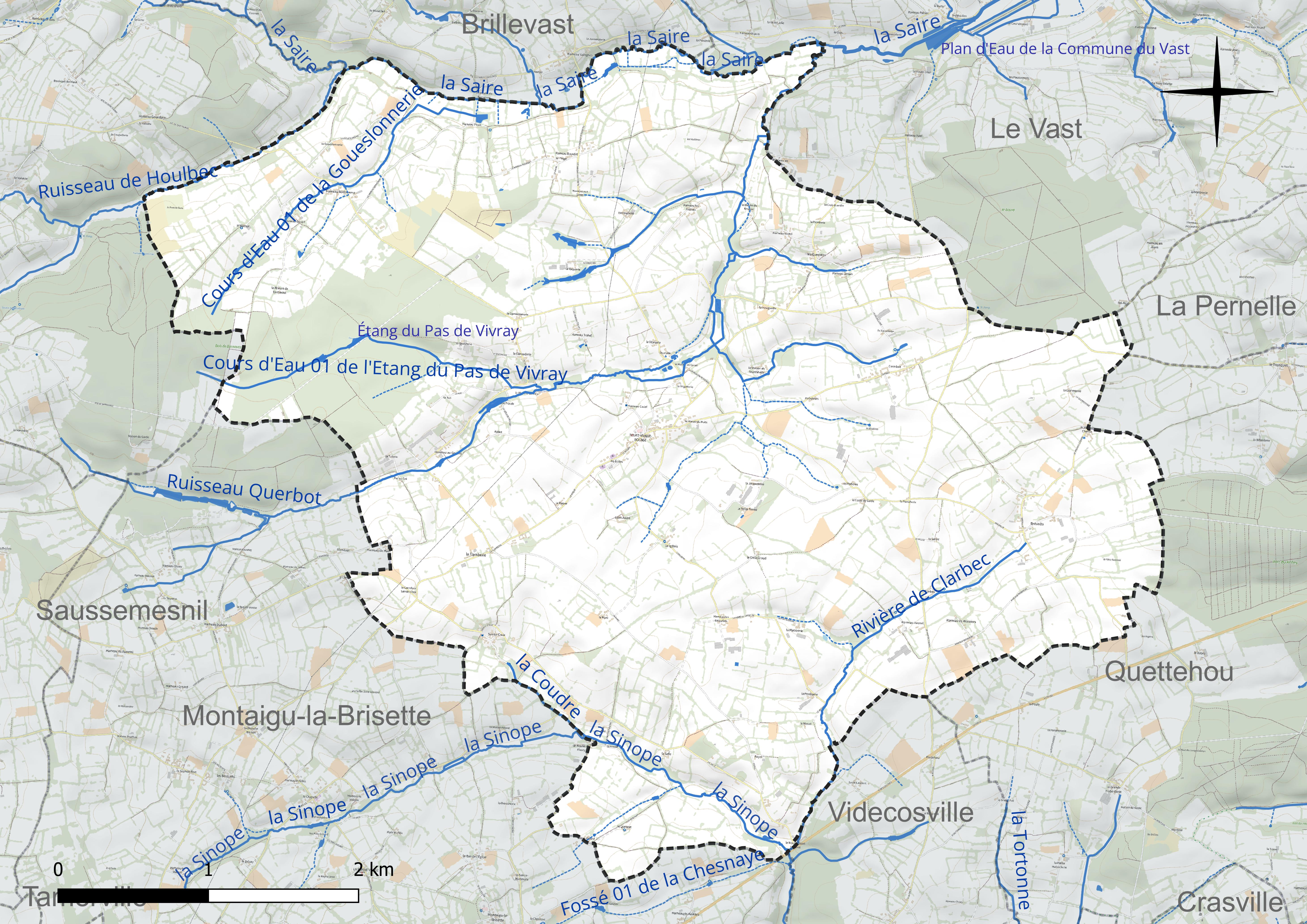
Réseau hydrographique de Teurthéville-Bocage.

Un plan d'eau complète le réseau hydrographique : l'étang du Pas de Vivray (0,3 ha),.

### Climat
Pour des articles plus généraux, voir Climat de la Normandie et Climat de la Manche.
En 2010, le climat de la commune est de type climat océanique franc, selon une étude du CNRS s'appuyant sur une série de données couvrant la période 1971-2000. En 2020, Météo-France publie une typologie des climats de la France métropolitaine dans laquelle la commune est exposée à un climat océanique et est dans la région climatique  Normandie (Cotentin, Orne), caractérisée par une pluviométrie relativement élevée (850 mm/a) et un été frais (15,5 °C) et venté. Parallèlement le GIEC normand, un groupe régional d’experts sur le climat, différencie quant à lui, dans une étude de 2020, trois grands types de climats pour la région Normandie, nuancés à une échelle plus fine par les facteurs géographiques locaux. La commune est, selon ce zonage, exposée à un « climat maritime », correspondant au Cotentin et à l'ouest du département de la Manche, frais, humide et pluvieux, où les contrastes pluviométrique et thermique sont parfois très prononcés en quelques kilomètres quand le relief est marqué.
Pour la période 1971-2000, la température annuelle moyenne est de 10,8 °C, avec une amplitude thermique annuelle de 11,1 °C. Le cumul annuel moyen de précipitations est de 952 mm, avec 14,2 jours de précipitations en janvier et 7,3 jours en juillet. Pour la période 1991-2020, la température moyenne annuelle observée sur la station météorologique la plus proche, située sur la commune de Gonneville-Le Theil à 7 km à vol d'oiseau, est de 11,0 °C et le cumul annuel moyen de précipitations est de 940,4 mm,. Pour l'avenir, les paramètres climatiques de la commune estimés pour 2050 selon différents scénarios d’émission de gaz à effet de serre sont consultables sur un site dédié publié par Météo-France en novembre 2022.

## Urbanisme

### Typologie
Au 1er janvier 2024, Teurthéville-Bocage est catégorisée commune rurale à habitat dispersé, selon la nouvelle grille communale de densité à sept niveaux définie par l'Insee en 2022.
Elle est située hors unité urbaine.
Par ailleurs la commune fait partie de l'aire d'attraction de Cherbourg-en-Cotentin, dont elle est une commune de la couronne,. Cette aire, qui regroupe 77 communes, est catégorisée dans les aires de 50 000 à moins de 200 000 habitants,.

### Occupation des sols
L'occupation des sols de la commune, telle qu'elle ressort de la base de données européenne d’occupation biophysique des sols Corine Land Cover (CLC), est marquée par l'importance des territoires agricoles (91,8 % en 2018), une proportion sensiblement équivalente à celle de 1990 (92,5 %).
La répartition détaillée en 2018 est la suivante : prairies (56,4 %), terres arables (24,2 %), zones agricoles hétérogènes (11,3 %), forêts (8,2 %).

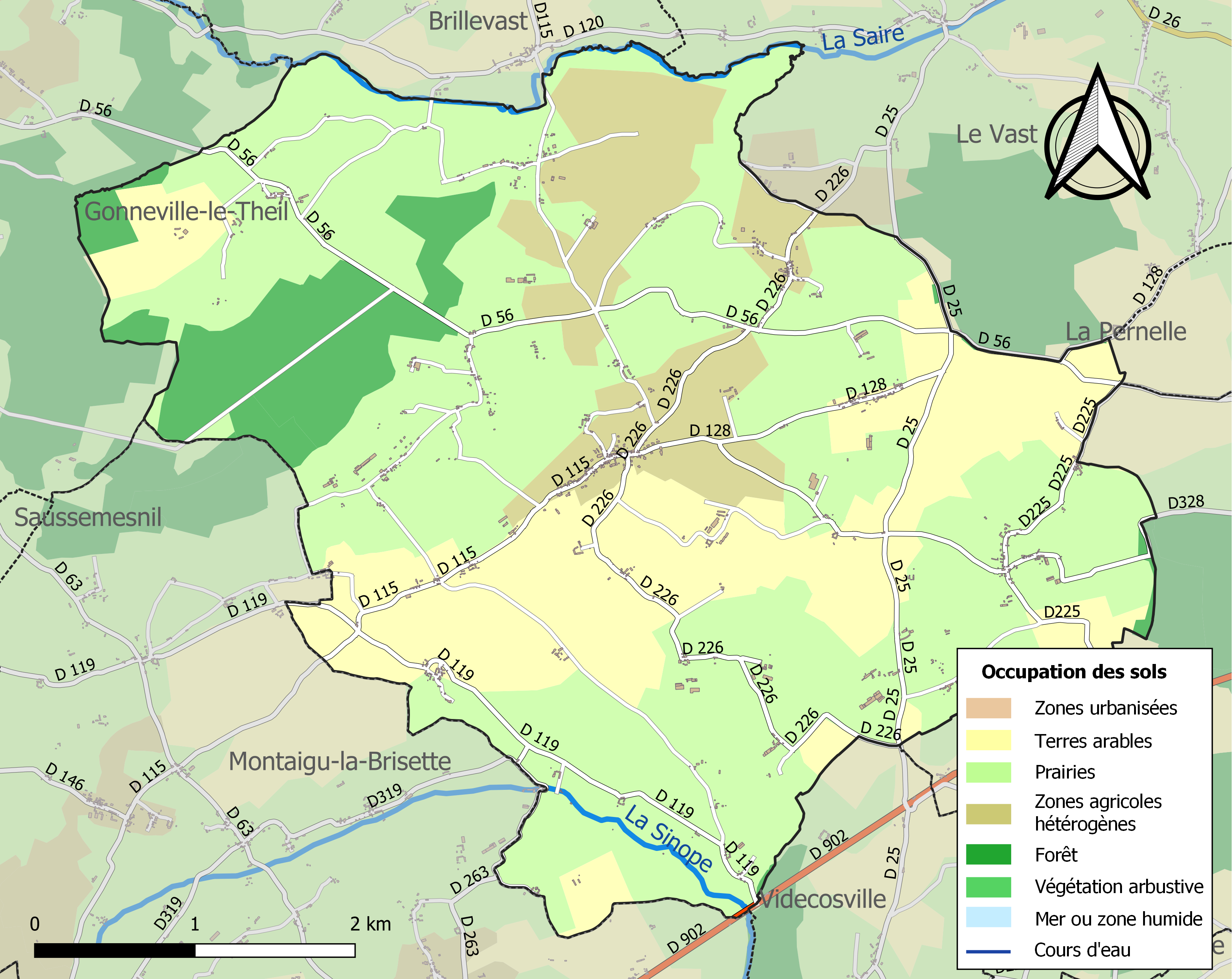
Carte des infrastructures et de l'occupation des sols de la commune en 2018 (CLC).

L'évolution de l’occupation des sols de la commune et de ses infrastructures peut être observée sur les différentes représentations cartographiques du territoire : la carte de Cassini (XVIIIe siècle), la carte d'état-major (1820-1866) et les cartes ou photos aériennes de l'IGN pour la période actuelle (1950 à aujourd'hui).

### Lieux-dits, hameaux et écarts
Teurthéville-Bocage est composé d'un bourg et de nombreux hameaux.

## Toponymie
Le nom de la localité est attesté sous les formes Torquetelvilla entre 1180 et 1182, Tourqueteuville en Boscage en 1299, Turquetheuville en 1515, Turqueteville au Boscage en 1605 ; Teurteville au Boscage alias Theurqueteville fin du XVIIIe siècle, Teurthéville depuis 1790.
Il s'agit d'une formation toponymique médiévale en -ville au sens ancien de « domaine rural ». Le premier élément Teurthé- (prononcé traditionnellement « teurteu ») représente l'anthroponyme norrois Thorketill,,. Il faut comprendre Þórkætill / Þorketill (vieux danois Thorketil). L'ancien prénom norrois Thorketill se perpétue dans les patronymes normands Turquetil (surtout Cotentin), Turquetille (pays de Caux), Turquety, Teurquetil, Teurquety (pays de Caux) et Truptil (pays de Caux). Turqueville et Torqueville contiennent la forme abrégée du nom de personne norrois : Torkell.
Le déterminant -bocage lui fut ajouté en raison du paysage et pour la distinguer de la commune de Teurthéville-Hague. Teurthéville est encore appelé dans le pays Teurteville ou Tourtaville. 

### Micro-toponymie
Le nom du hameau de Brévolle(s) remonte vraisemblablement au vieux norrois breiðr-vǫllr, formé sur breiðr « large, étendu » cf. norvégien brei(d), danois bred, élément récurrent dans la toponymie normande identifié par les toponymistes dans les composés nordiques Brétot (Breitot vers 1080), Bréhoulle(s), Brévy, Brébec (dont ruisseau de Brébec à Saint-Wandrille-Rançon : Breibec 1238), Brébeuf (dont Brébeuf à Vacognes-Neuilly : Braiboue 1086), Brémare, (la) Brélonde et (les) Bréquets. En revanche, vǫllr « champ, pré, prairie » est plus rare, voire unique, et se retrouve en norvégien sous la forme voll et en ancien danois wold > vold. Brévolle serait identique au toponyme norvégien Breivoll.

## Histoire

### Antiquité
L'atelier de tuiliers du Pas-du-Vivray, avec son four canal, disparut au cours du IIIe siècle à la suite des crises politiques, conjuguées depuis la fin du IIe siècle à de récurrentes épidémies de peste qui affaiblissent l'armée et les populations, mettant à mal l'économie et l'administration.
C'est dans le bois de Barnavast situé à l'ouest du chef-lieu, et en partie sur la commune, que furent trouvés des vestiges d'établissement gallo-romains.

### Moyen Âge
Selon Claude Pithois, il a existé à Teurthéville un prieuré de Bénédictins, sous le nom de prieuré de Barnavast, dont il subsiste la chapelle désaffectée du XIIIe siècle, et dont la dernière cloche fut fondue en 1722. Il aurait été fondé, au XIIe siècle, par Philippine, la fille du comte d'Alençon, Jean Ier.
La commune a compté jusqu'à sept moulins : trois à grain, trois à huile et un à tan, qui servait à écraser les colorants naturels destinés à teindre le linge.

### Temps modernes
En 1567, Aubin Lhermitte, écuyer, sieur de Teurthéville est taxé pour ce fief de 16 livres dans le rôle des nobles et roturiers, au titre du ban et de l'arrière ban de la vicomté de Coutances, réalisé par Gilles Dancel, seigneur d'Audouville, lieutenant général du bailli de Cotentin, tenu à Coutances les 20-22 octobre. Le fief de Teurthéville, relevant du comté de Mortain, qui valait à l'origine un quart de fief de haubert fut divisé en deux entre Guillemette Le Breton et sa sœur Guillemine Le Breton, filles et héritières de Jean Le Breton, écuyer, sieur de Teurthéville,.
Durant les guerres de Religion, après un siège de six mois, les Ligueurs prennent, en septembre 1591, le manoir de Teurthéville, possession de Thomas Michel, lieutenant des Eaux et forêts et patron de la paroisse, qui y trouva la mort ainsi que son frère Robert Michel de Saint-André. Le seigneur d'Anneville, François de la Cour, sieur du Tourps, qui était à la tête des ligueurs fortifia le manoir et s'y installa. Les troupes royales ne reprirent le château qu'en décembre 1592. Il se situait à l'emplacement de l'actuelle Maison de Teurthéville.
Lors de cette période de troubles, des huguenots tendirent une embuscade à un détachement de catholiques qui furent décimés. Ce lieu est désormais connu sous le nom de le Piège.

### Révolution française et Empire
Henri d'Anneville (1752-1794), seigneur de Teurthéville-Bocage, fut guillotiné le 7 juillet à Paris comme contre-révolutionnaire.

### Époque contemporaine
En 1818, l'ancienne commune de Sainte-Croix-Bocage est partagée entre Teurthéville et Montaigu-la-Brisette. Il ne reste aucun vestige de son église ni de son cimetière. Le seul vestige est une cloche, la cloche de Turketeville, déposée à l'hôtel de ville de Valognes, sur laquelle est gravée « 1772, M. Cantel de Turketeville in siluis patronus et pastor », avec en dessous le blason de la famille Cantel : de gueules à trois croisettes d'argent, au chef de même chargé de trois mouchetures de sable.

## Politique et administration

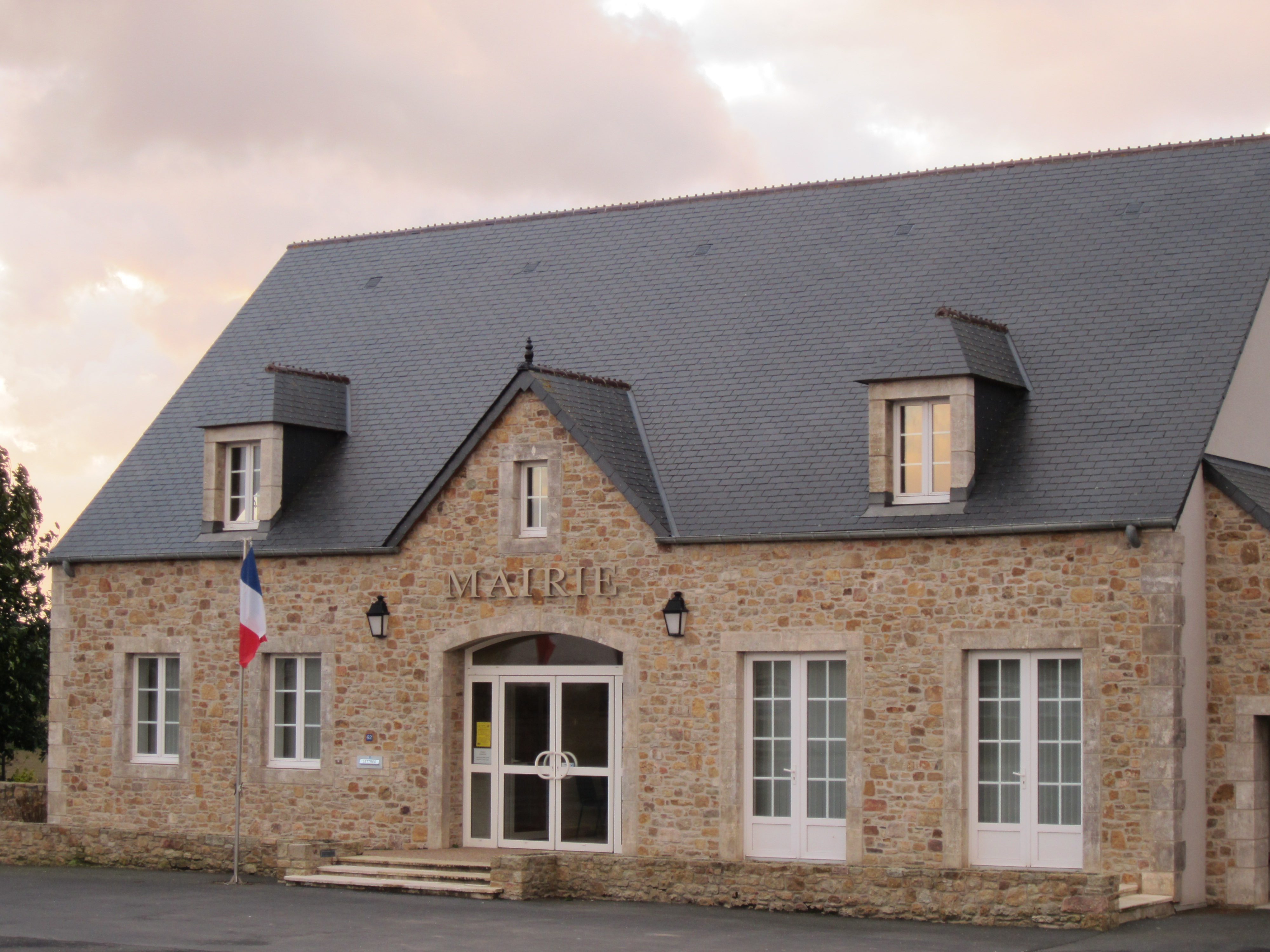
La mairie.

| Période | Période       | Identité                               | Étiquette | Qualité                  |
| --- | ------------- | -------------------------------------- | --------- | ------------------------ |
| | 1795          | Louis Trohel                           |           |                          |
| 1795 | 1800          | Hyacinte Le Trecher                    |           |                          |
| 1800 | 1807          | Thomas Trohel                          |           |                          |
| 1807 | 1830          | Prosper Simon de Vaudreville           |           |                          |
| 1830 | 1843          | Jean-Baptiste Raynel                   |           | Laboureur                |
| 1843 | 1859          | Léonor Victor de Béatrix-Déménérinaine |           | Propriétaire             |
| août 1860 | novembre 1860 | Guillaume Bouché                       |           | Cultivateur              |
| 1860 | 1865          | Jean-Louis Vautier                     |           | Propriétaire             |
| 1865 | 1874          | Bienaimé Magdelaine Letailly           |           | Négociant en vins        |
| 1874 | 1884          | Auguste Rouxel                         |           |                          |
| 1884 | 1893          | Olivier Legoupil                       |           |                          |
| 1893 | 1896          | Léon Guérin                            |           | Lieutenant-colonel       |
| 1896 | 1909          | Arsène Bouché                          |           | Propriétaire             |
| 1910 | 1919          | Octave Bouché                          |           | Propriétaire-Cultivateur |
| 1919 | 1941          | Jean Hubert                            |           |                          |
| 1941 | 1945          | Albert Legoupil                        |           |                          |
| 1945 | 1946          | Jean Hubert (fils)                     |           |                          |
| 1946 | 1947          | Albert Legoupil                        |           |                          |
| 1947 | 1965          | Bienaimé Lepoittevin                   |           | Agriculteur              |
| 1965 | 1983          | Louis Legendre                         |           | Cultivateur              |
| 1983 | avril 2016    | Serge Laurent                          | SE        | Agriculteur              |
| 3 mai 2016 | En cours      | Joanna Antoine                         | SE        | Agent de maitrise        |
| Une partie des données est issue d'une liste établie par Jean Pouëssel et Serge Laurent et le site le50enlignebis |               |                                        |           |                          |

## Population et société
Les habitants de la commune sont appelés les Teurthévillais.

### Démographie
L'évolution du nombre d'habitants est connue à travers les recensements de la population effectués dans la commune depuis 1793. Pour les communes de moins de 10 000 habitants, une enquête de recensement portant sur toute la population est réalisée tous les cinq ans, les populations de référence des années intermédiaires étant quant à elles estimées par interpolation ou extrapolation. Pour la commune, le premier recensement exhaustif entrant dans le cadre du nouveau dispositif a été réalisé en 2004.
En 2022, la commune comptait 594 habitants, en évolution de +0,17 % par rapport à 2016 (Manche : −0,31 %, France hors Mayotte : +2,11 %).
| 1793  | 1800  | 1806  | 1821  | 1831  | 1836  | 1841  | 1846  | 1851  |
| ----- | ----- | ----- | ----- | ----- | ----- | ----- | ----- | ----- |
| 1 312 | 1 584 | 1 575 | 1 797 | 1 752 | 1 675 | 1 609 | 1 598 | 1 592 |

| 1856  | 1861  | 1866  | 1872  | 1876  | 1881  | 1886  | 1891  | 1896  |
| ----- | ----- | ----- | ----- | ----- | ----- | ----- | ----- | ----- |
| 1 438 | 1 353 | 1 378 | 1 272 | 1 265 | 1 162 | 1 143 | 1 075 | 1 089 |

| 1901  | 1906  | 1911 | 1921 | 1926 | 1931 | 1936 | 1946 | 1954 |
| ----- | ----- | ---- | ---- | ---- | ---- | ---- | ---- | ---- |
| 1 009 | 1 052 | 952  | 834  | 856  | 805  | 745  | 724  | 707  |

| 1962 | 1968 | 1975 | 1982 | 1990 | 1999 | 2004 | 2006 | 2009 |
| ---- | ---- | ---- | ---- | ---- | ---- | ---- | ---- | ---- |
| 665  | 622  | 534  | 503  | 523  | 535  | 564  | 582  | 600  |

| 2014 | 2019 | 2022 | - | - | - | - | - | - |
| ---- | ---- | ---- | - | - | - | - | - | - |
| 595  | 588  | 594  | - | - | - | - | - | - |

## Culture locale et patrimoine

### Lieux et monuments

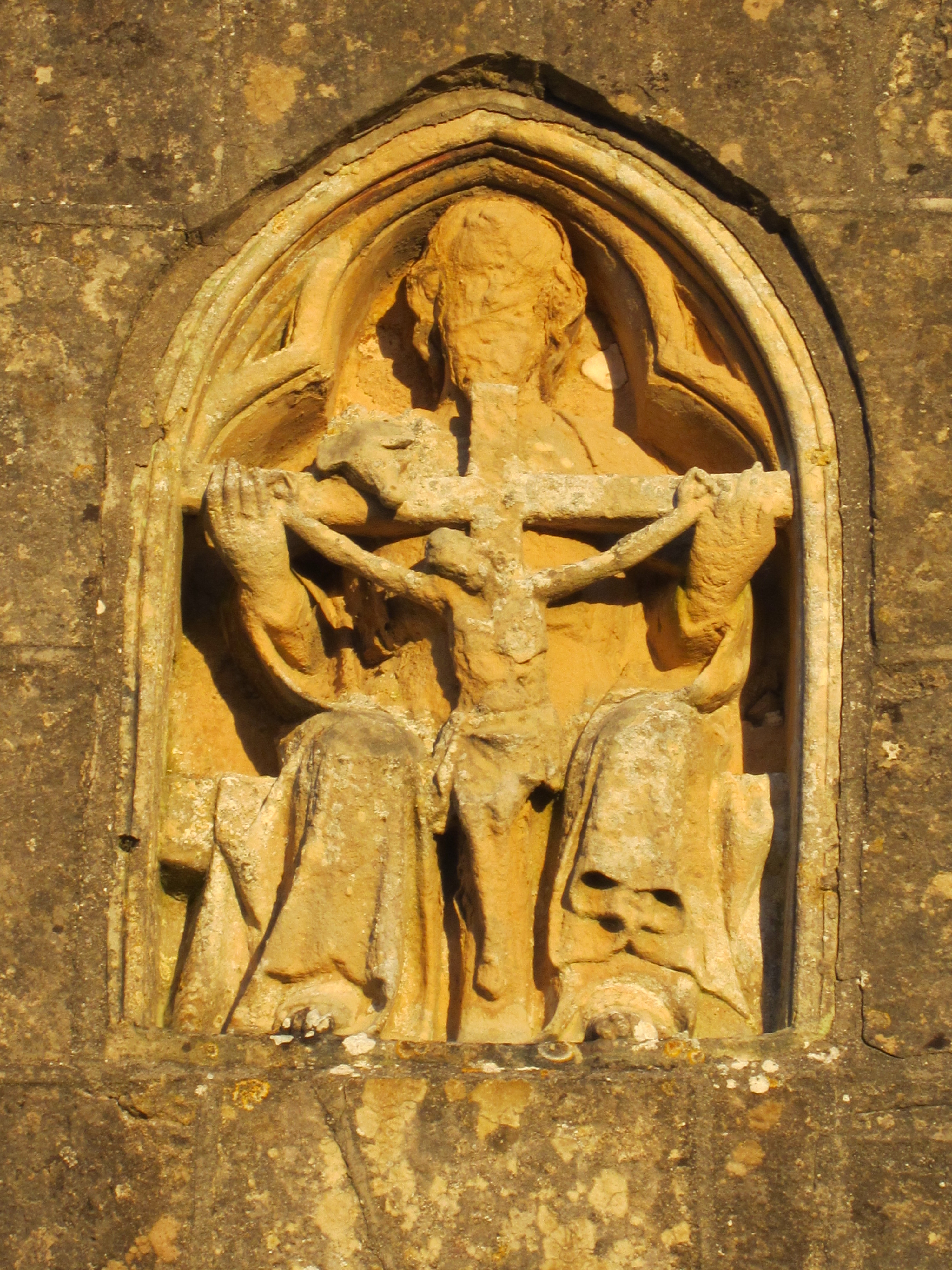
Le haut-relief.

#### Patrimoine religieux
- Église Sainte-Trinité des XIIIe, XVe – XVIIIe siècles reconstruite au début du XIXe siècle, après que la foudre ait frappé le clocher en 1803. Malgré des remaniements et des restaurations, son architecture rappelle encore le XIIIe siècle. À la nef fut ajouté deux collatéraux de chaque côté et un avant-porche. La tour est coiffée d'une petite flèche en pierre.

Sont conservés, à l'extérieur, surmontant le porche d'entrée, un haut-relief la Trinité et à l'intérieur un bas-relief : saint Marcouf, saint Étienne, saint Laurent et peut-être saint Clair, classés au titre objet aux monuments historiques datés tous deux de la fin du XIVe siècle, ainsi qu'un ancien maître-autel, tabernacle et retable en bois polychrome et doré, à deux colonnes, de la première moitié du XVIIIe siècle, une chaire à prêcher du XVIIIe, une sainte Barbe décapitée du XVe, une verrière des XIXe-XXe de H. Pinta, C. Champigneulle et G. Bourget.
- Prieuré Saint-Martin de Barnavast, érigé sur l'emplacement très probable d'un site antique dont la nature n'est pas encore connue, près du hameau Goupil, avec en remploi dans la façade de la chapelle (dans l'angle, en bas à gauche) un bloc dédicacé avec une inscription romaine lacunaire[53],[Note 7]. Il fut fondé en 1120 par Richard de Lestre, lequel tenait la terre de Barnavast de Guillaume le Conquérant puis d'Henri Ier. Après avoir appartenu aux abbayes de Montebourg, Lessay, et Cerisy, il est vendu comme bien national à la Révolution et acquis par le curé de la paroisse Nicolas d'Ozouville[41].

Au XVe siècle, Jehan Filleul, chef d'une bande de voleurs, poursuivi par le vicomte de Valognes et ses compagnons dans la forêt de Barnavast, fut découvert dans l'ermitage « dont il leur eschappa tout nu et s'enfuy », avant d'être finalement capturé.
Il en subsiste un ensemble de bâtiments qui ont été bien modifiés au cours des siècles. La cloche de la chapelle servait autrefois à guider les voyageurs égarés dans la forêt. Le musée de Cherbourg a acquis des statues provenant de la chapelle du prieuré. L'une d'elles, représentant une femme nue plongée jusqu'à la taille dans un baquet, pourrait représenter sainte Venisse, ou Venice, ou sainte Véronique ou encore une vénus au bain. Quoi qu'il en soit, on y implorait sainte Venisse contre les troubles sanguins et la crainte de la stérilité.
- Chapelle et partie des bâtiments d'un prieuré de Bénédictins (prieuré Notre-Dame-de-la-Salle sur Sainte-Croix-Bocage). Fondé en 1214, il dépendait de Graville (Seine-Maritime), et fut réuni à la léproserie de l'endroit[55].
- Croix de chemin du Hameau ès Folliot du XVIIe siècle et du Coin-Boscq du XVIIIe siècle.
- Croix de cimetière du XVIIIe siècle.

Pour mémoire
- Église de Sainte-Croix-Bocage démolie en 1802, et dont il ne reste aucune trace.

#### Patrimoine civil
- Château de la Préfontainerie (XVIIIe siècle) sur Sainte-Croix-Bocage. Il a depuis sa construction été bien agrandi[38].

Il fut la possession de Félix Achille Guérin (1807-1876), général de brigade, à la suite de son mariage avec Justine Debout.
- Maison de Teurthéville du XVIIIe siècle, avec ses deux pavillons latéraux inspirés de l'art antique, celui de droite était affecté à une chapelle[54]. Le château fut bâti en 1710[56] ou 1748[54], en remplacement du château des Fontaines dont certains vestiges, comme un linteau de granit sculpté posé sur des jambages en calcaire, ont été réemployés. Cet ancien château était bâti sur un petit tertre avec pont-levis et douves[38].
- Château de Teurthéville-Bocage du XVIe – XIXe siècle avec deux ailes différentes, l'une du XVIe siècle ressemblant aux fermes-manoirs et la seconde du XIXe siècle au dessus d'un jardin[57].
- Ferme-manoir de la Vacquerie, avec son imposante tour d'escalier[38], flanquée d'une petite tourelle au ras de sa toiture qui permet d'accéder depuis l'escalier principal à une petite chambre ronde[54].

Avant 1400, le manoir est la possession de la famille de Clamorgan, et, en 1433, il est entre les mains de Guillaume Ferey. Celui-ci passe ensuite à la famille Gueroult, puis Le Marchand, à la suite du mariage d'Anne de Gueroult avec Jean Le marchand, sieur de Raffoville, qui en a la possession en 1575.
- Fermes-manoirs de Saint-André et du Buisson.
- Ferme-manoir du Puits. Le 6 novembre 1551, Jean Ferey (1518-1590) qui en a la possession, l'échange avec le moulin Braquet, contre le fief de Durescu à Gatteville, possession de Jean de Gueret, écuyer, sieur de Durescu. Jean de Gueret meurt au manoir en 1588[59].
- Manoir de Berteauville de la fin du XVe siècle[60], fortement remanié à de nombreuses époques, et restes d'une chapelle gothique. Il serait la plus ancienne habitation de Teurthéville[38]. Sa charreterie à trois arcades dont les deux colonnes octogonales centrales sont ornées à leurs bases de têtes de béliers sculptées et en chapiteaux de têtes grotesques ou d'attribut des béliers. La ferme-manoir était fortifiée et son enceinte extérieure dispose encore près des entrées de trous à fusils[1].

Le site se présente sous la forme d'une enceinte rectangulaire sur une motte fortement érodée.
- Moulin Fleury.
- Lavoir.
- Sur un des murs de la mairie, texte sur une pierre datée 1665.